# TTV Torenstad
TTV Torenstad is een Nederlandse tafeltennisclub uit Zutphen die in 1981 werd opgericht. Haar vertegenwoordigende vrouwenteam werd in 1984 landskampioen in de eredivisie en won in 1982, 1983 en 1984 de nationale beker. De club baseerde haar naam op de bijnaam van de stad waarin ze is gevestigd.
Het mannenteam van Torenstad reikte eveneens tot aan de eredivisie, maar pakte er nooit prijzen. In 2006 verloor het haar plaats op het hoogste niveau.

## Selectiespelers
De volgende spelers speelden minimaal één wedstrijd voor Torenstad in de eredivisie:
| - Jelle Bosman (Dutch Butterfly Team) - Martin Brinkhoff - Jurgen Pastoors |